# Ласкарево
Ла́скарево (болг. Ласкарево) — село в Благоєвградській області Болгарії. Входить до складу общини Санданський.

## Населення
За даними перепису населення 2011 року у селі проживали 205 осіб, з них 198 осіб (99,0%) — болгари.
Розподіл населення за віком у 2011 році:
Динаміка населення: